# Schwarze Felsen von Pungo Andongo

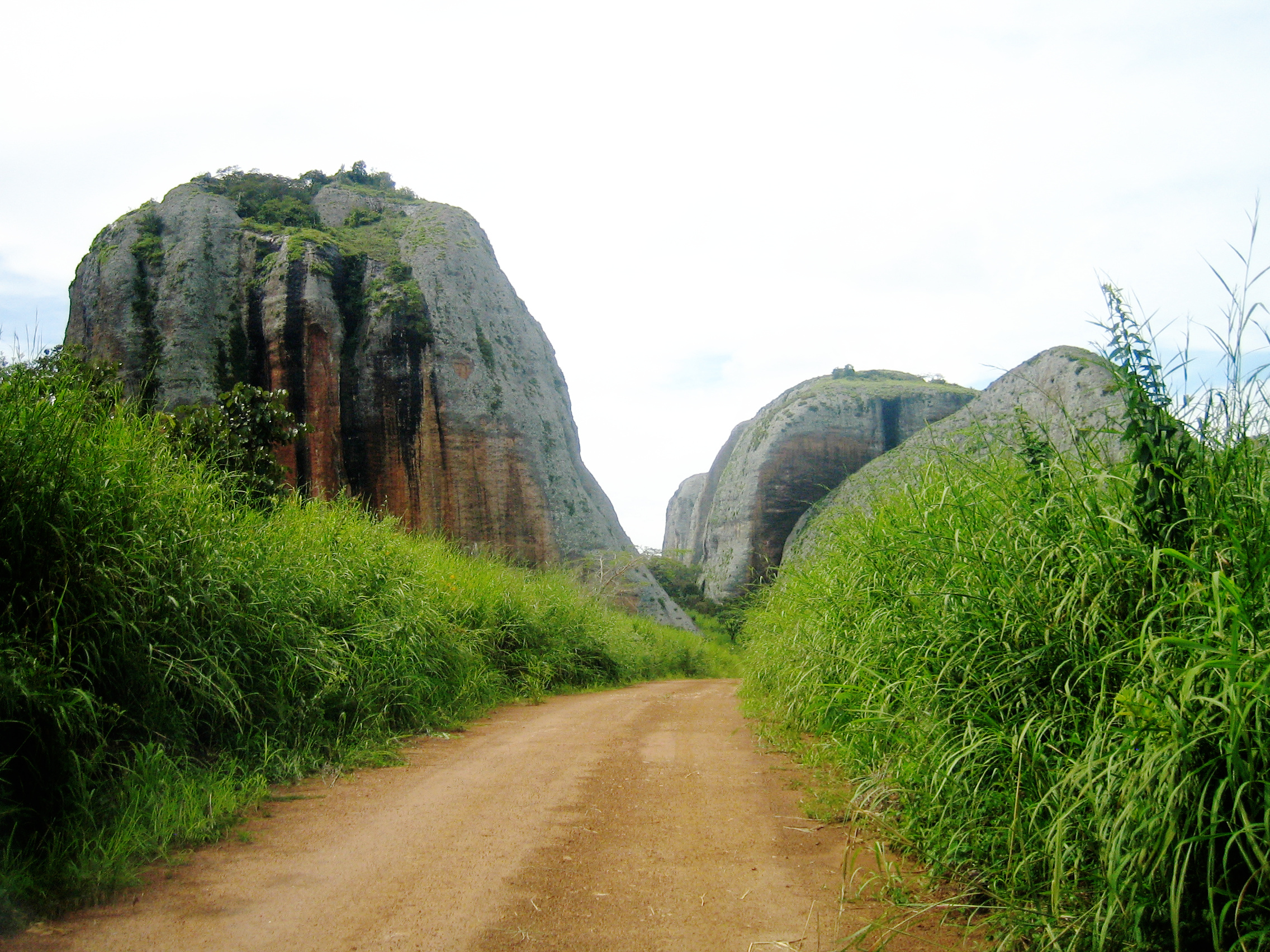
Die „Schwarzen Steine“ von Pungo Adongo

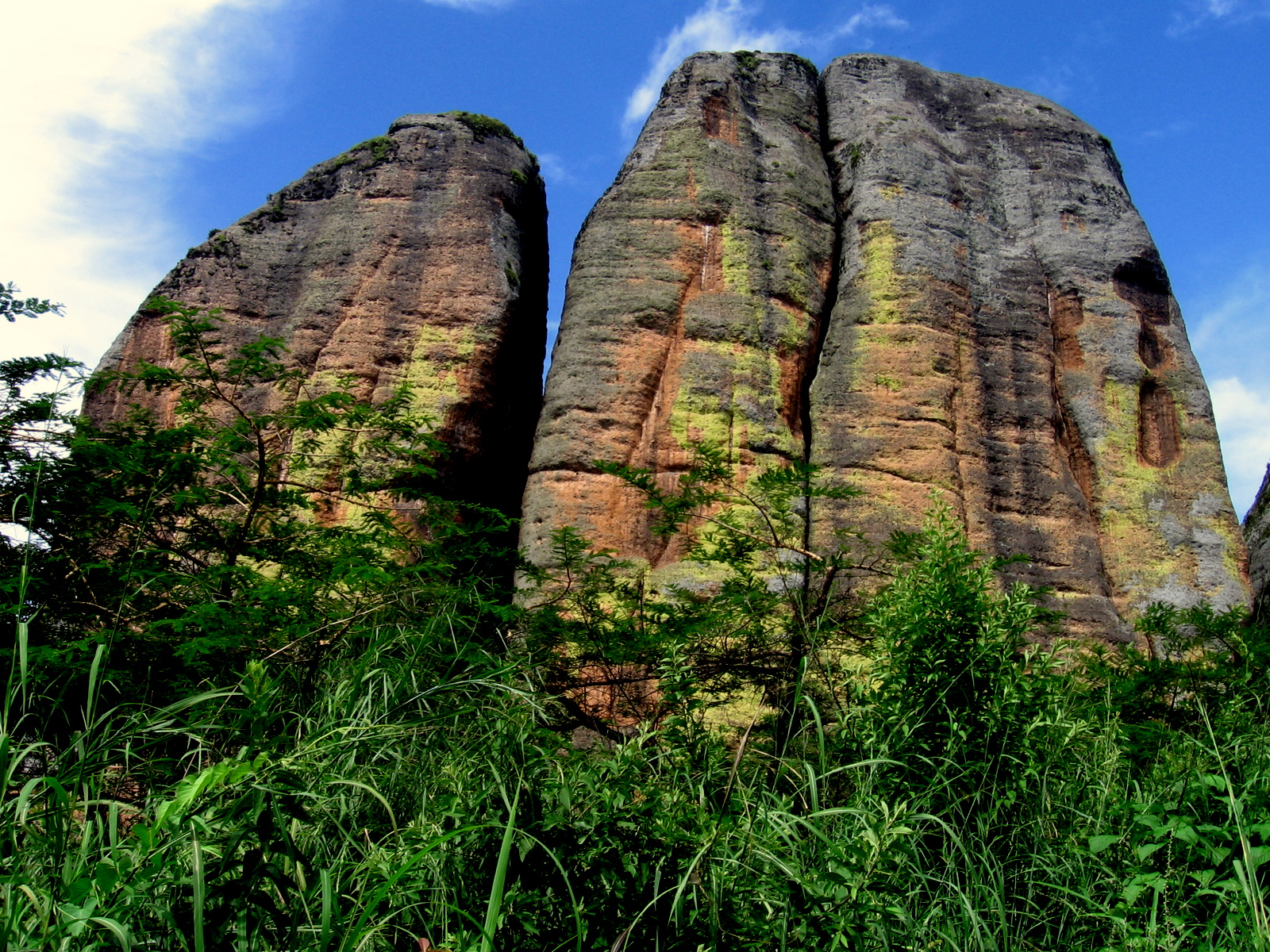
Pedras Negras de Pungo Andongo

Die Schwarzen Felsen von Pungo Andongo (portugiesisch Pedras Negras de Pungo Andongo, auch Pungu-a-Ndongo) sind eine Felsformation bei Pungo Andongo in Angola.
Die Felsen liegen 116 km entfernt von der Provinzhauptstadt Malanje und sind gut zu erreichen über die runderneuerte Nationalstraße von Luanda nach Saurimo. Sie werden seit einer 2014 vom staatlichen Fernsehsender TPA organisierten Wahl zu den „Sieben Naturwundern Angolas“ (port.: 7 Maravilhas Naturais de Angola) gezählt.
Ein Cache der internationalen Geocaching-Gemeinde ist hier versteckt.

## Die Steine und ihre Umgebung
Die Felsen aus Eruptiv-Gesteinen haben durch Erosion spektakuläre Formen angenommen. Sie thronen weithin sichtbar über der afrikanischen Savanne. Die genaue Anzahl der Felsen ist nicht bekannt.
Die Überreste der Fortaleza de Pungo Andongo zeugen von einer Befestigungsanlage, die von den Portugiesen 1671 erbaut wurde, und die schon David Livingstone besucht hat. 100 Kilometer nördlich stürzen die Kalandula-Fälle am Lucala 350 ft (107 m) in die Tiefe. Weiter südlich liegt das Reserva do Luando-Naturreservat und im Norden das Reserva do Milando-Tierreservat.
Die Pungo Andongo-Felsen, gigantische schwarze Monolithen sind mit vielen Stammeslegenden verbunden. Beispielsweise findet sich der Fußabdruck von Nzinga von Ndongo und Matamba (Ana de Sousa Nzinga Mbande, N'Ginga M'Bandi) an einem Felsen. Tatsächlich stammte die Königin des Königreich Ndongo aus der Gegend und auch ein König N'Gola Kiluange ist bezeugt. „Ginga“ leben als selbstständiger Stamm noch immer im Norden des Gebietes. Die meisten Bewohner der Region gehören zu den Mbundus und leben größtenteils von Viehzucht.